# Puerto de Las Nieves
Pour les articles homonymes, voir Nieves.
Puerto de Las Nieves (littéralement : Port des Neiges) est une station balnéaire située au nord-ouest de l'île de Grande Canarie.
Le village fait partie de la commune d'Agaete qui se trouve à environ 1 kilomètre.

## Origine
Puerto de Las Nieves doit son nom à la chapelle Ermita de Las Nieves située dans la localité. Cette chapelle tire elle-même son nom du Tríptico de Nuestra Señora de las Nieves (Triptyque de Notre Dame des Neiges) attribué au peintre flamand du XVIe siècle, Joos van Cleve.

## Tourisme
La station possède une plage de sable noir mêlé de galets et une autre constituée exclusivement de galets, des piscines naturelles ainsi qu'un port de pêche, de plaisance et de liaisons par ferry en direction de Tenerife. On peut aussi y observer le rocher Dedo de Dios (Doigt de Dieu) sortant de l'océan à proximité de la côte. Toutefois, la partie supérieure du rocher (le doigt) s'est effondrée en 2005.
Puerto de Las Nieves est une station balnéaire familiale où l'on trouve une bonne dizaine de restaurants de poissons, des hôtels et des appartements de toutes catégories.

## Galerie

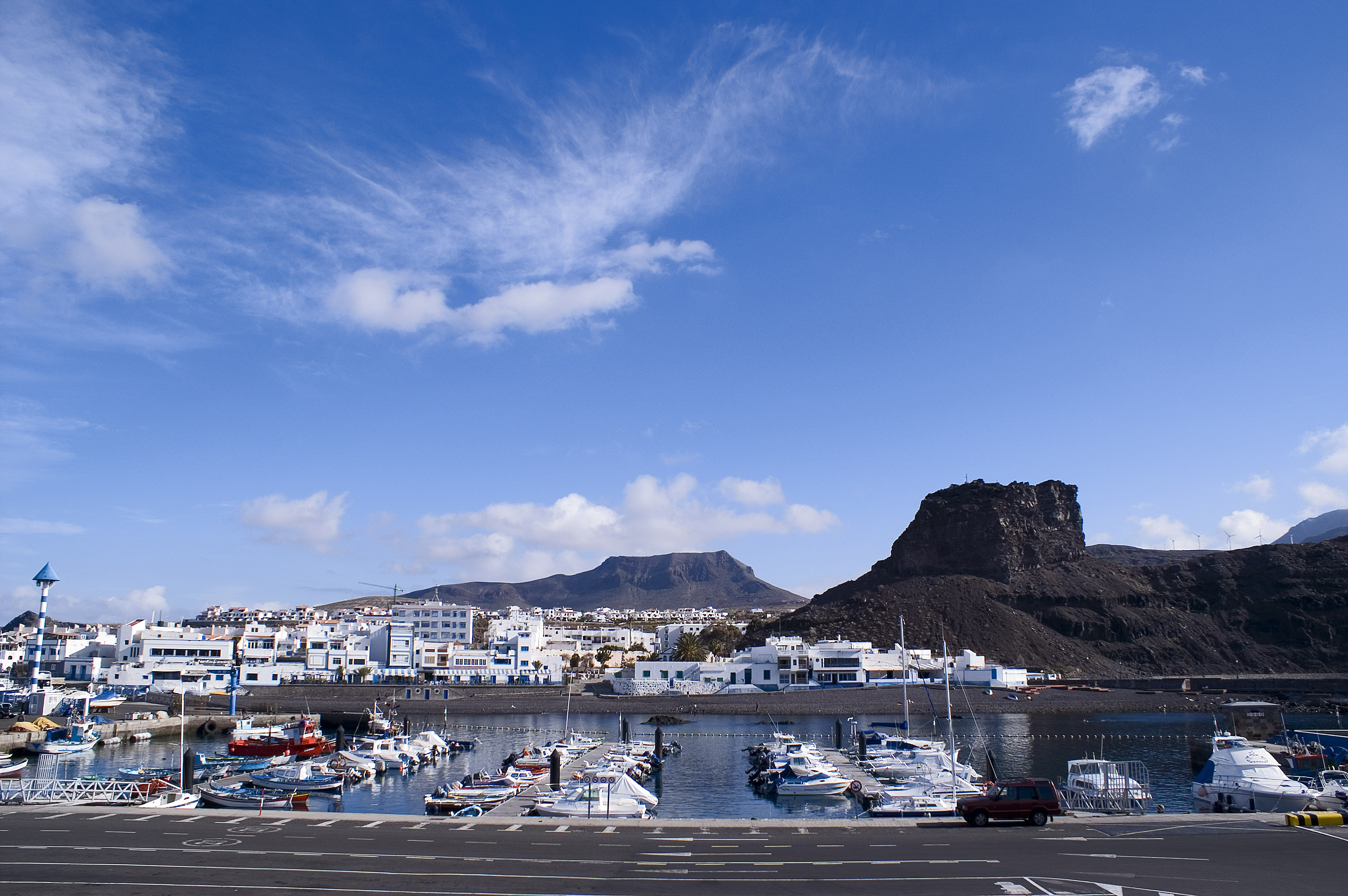
Puerto de Las Nieves
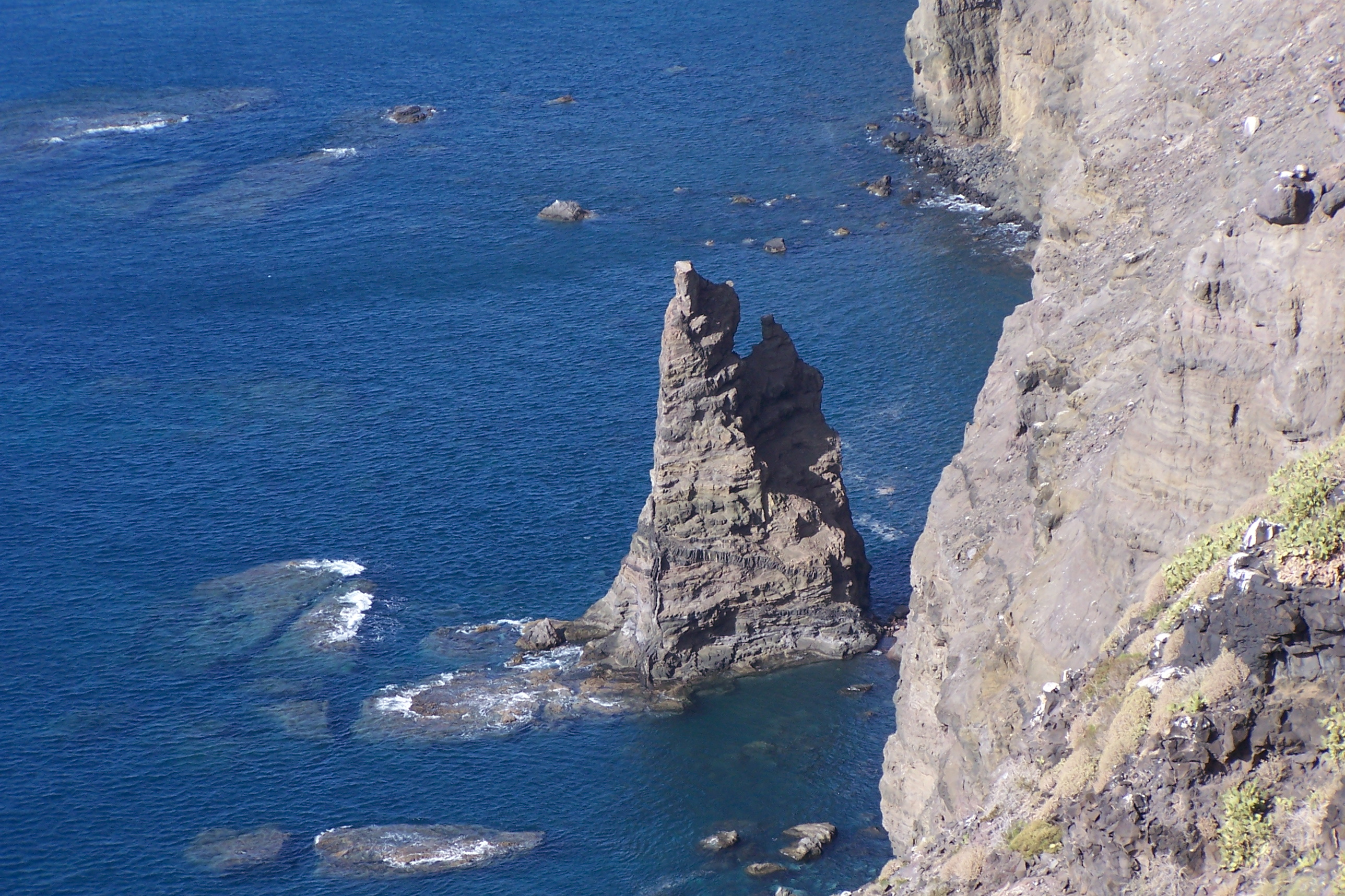
Dedo de Dios
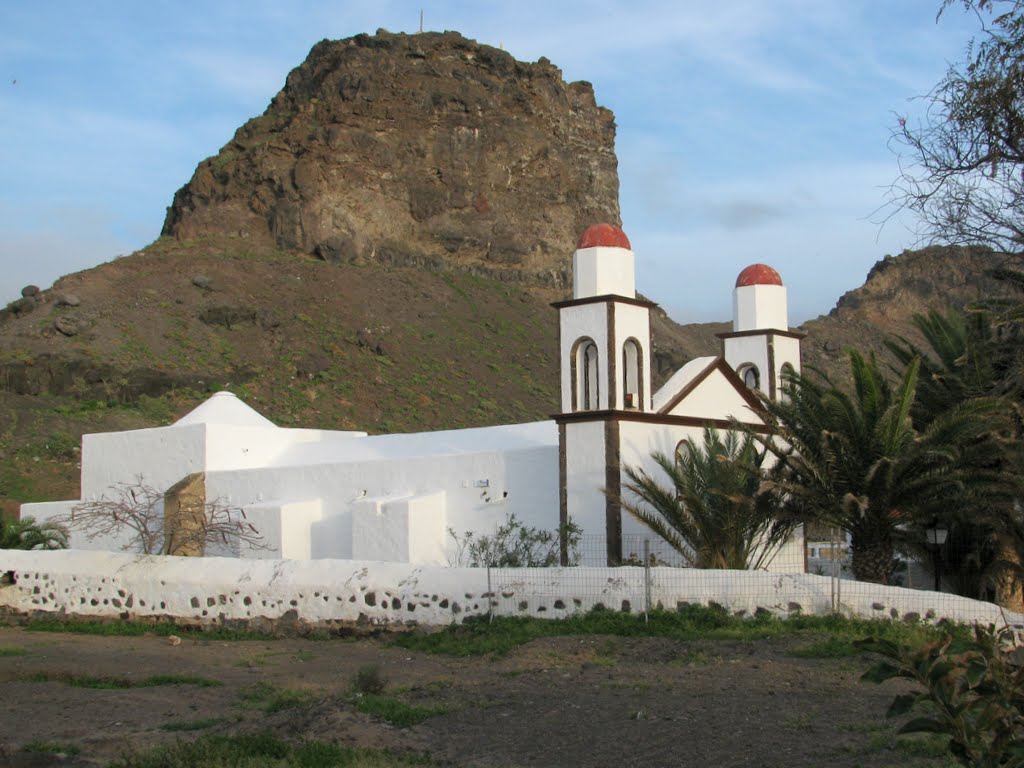
Ermita de Las Nieves
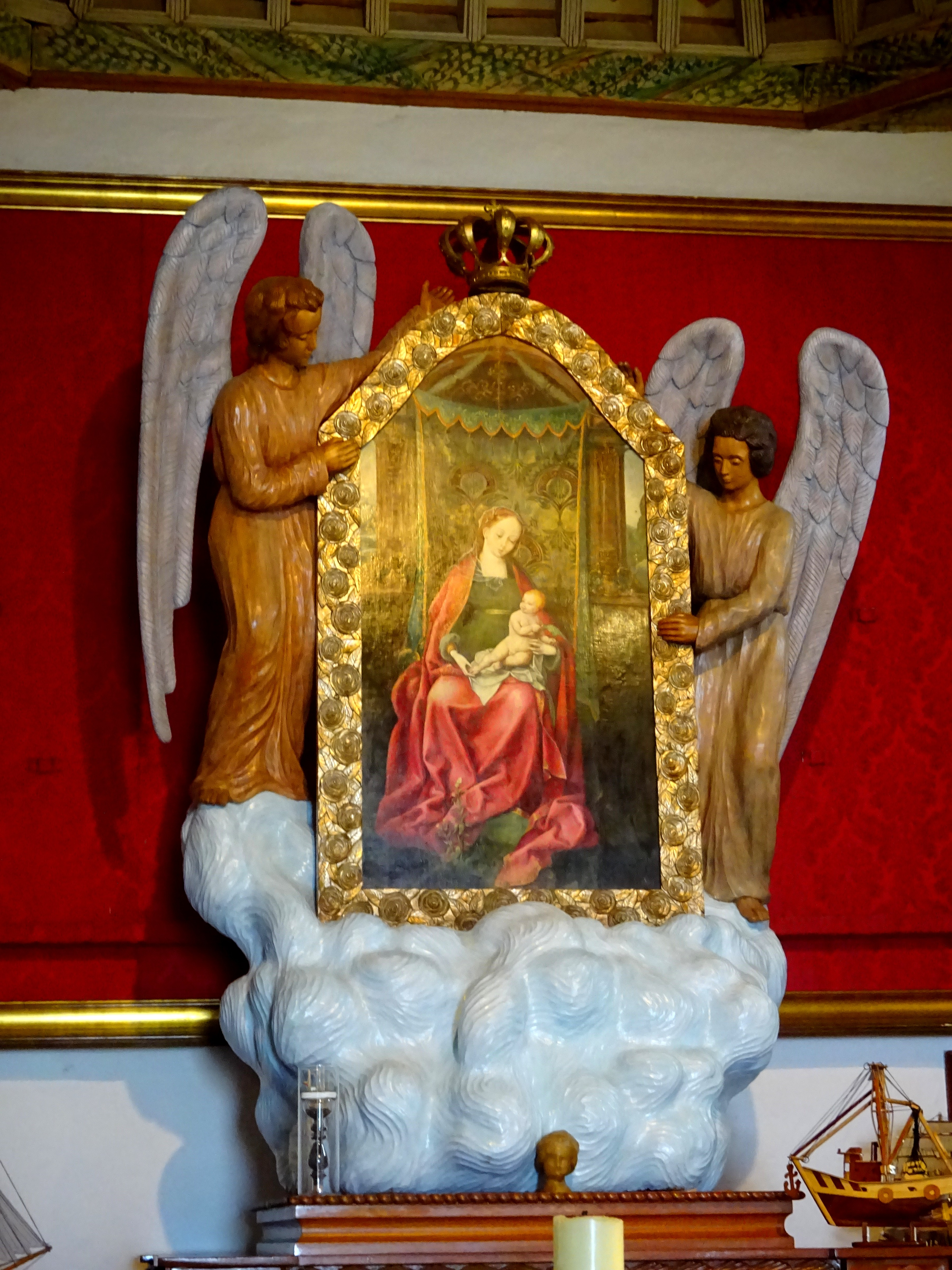
Nuestra Señora de las Nieves